# Miconia histothrix
Miconia histothrix är en tvåhjärtbladig växtart som beskrevs av John Julius Wurdack. Miconia histothrix ingår i släktet Miconia och familjen Melastomataceae. Inga underarter finns listade i Catalogue of Life.